# Paul Robeson

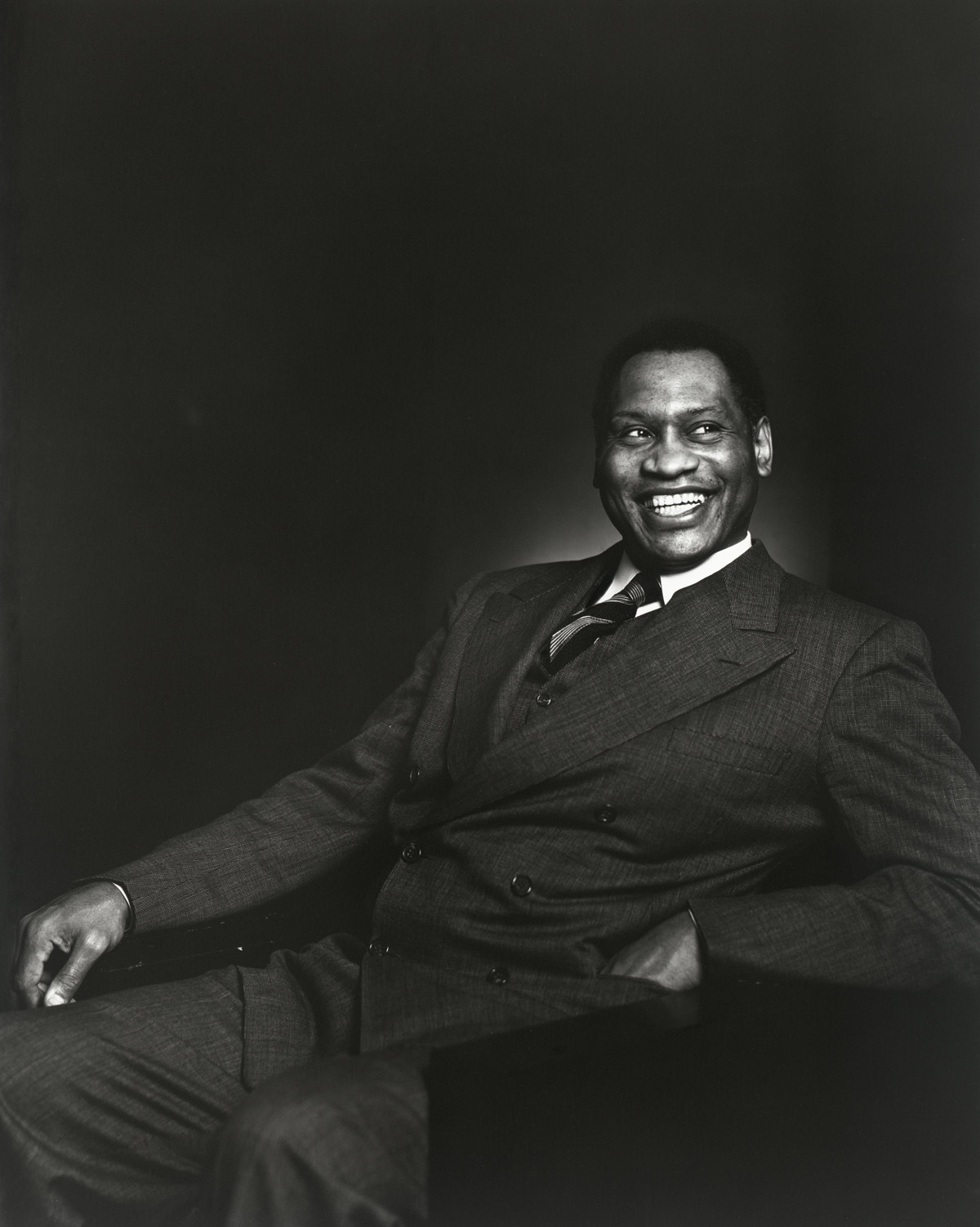
Paul Robeson 1938.

Paul LeRoy Bustill Robeson, född 9 april 1898 i Princeton i New Jersey, död 23 januari 1976 i Philadelphia i Pennsylvania, var en amerikansk aktivist, sångare och skådespelare. Bland Robesons filmroller märks Brutus Jones i The Emperor Jones (1933), Joe i Teaterbåten (1936) och Umbopa i Ökenskattens hemlighet (1937).

## Biografi
Paul Robesons far var en förrymd slav som blivit präst i presbyterianska kyrkan och hans mor var lärare. Robeson fick ett stipendium till Rutgers University, New Jerseys statsuniversitet, tog examen med strålande betyg och var även medlem i universitetets akademikersällskap. Han var dessutom skicklig i såväl baseboll som basket och amerikansk fotboll - han anses än idag som en av de duktigaste tacklarna någonsin i college-football. 
Han spelade professionell football medan han sedan studerade vid Columbia University. Samtidigt började han spela amatörteater vid Harlems KFUM. Han fick så stor framgång att när han blev utexaminerad advokat valde han att istället ägna sig åt skådespelaryrket. 
Författaren Eugene O'Neill bad honom personligen att medverka i sina bägge pjäser All God's Chillun Got Wings och The Emperor Jones. Kritikerna var entusiastiska och Robeson gjorde i samma veva filmdebut 1933 i filmversionen av The Emperor Jones. Robeson började också sjunga och han betraktades som en av sin tids mest framstående artister. Hans popularitet spred sig till Europa, där han gav bejublade konserter. Med sin djupa basbaryton förknippas Robeson med sången "Ol' Man River".
1934 gjorde han den första av många resor till Sovjetunionen, där han fascinerades av den kommunistiska ideologin som ett svar på rasdiskrimineringen och de ekonomiska kriserna i kapitalismen i USA.
I början på 1940-talet hade Robeson stor framgång på Broadway i Othello. Paul Robeson medverkade även i ett flertal filmer under sin karriär, vilket var ovanligt i ett Hollywood där vita ofta dominerade på filmduken, Några exempel på filmer han medverkade i är The Emperor Jones (1933; i rollen som Brutus), Teaterbåten (1936), Ökenskattens hemlighet (1937) och Manhattan (1942).
Att hans far tidigare varit slav gav upphov till hans hängivenhet när det kom till mänskliga och medborgerliga rättigheter, vilket ofta reflekterades i hans val av sånger och alla olika tal han höll. När det så kallade Kalla kriget intensifierades betraktades han av myndigheterna som en suspekt figur. 1946 svor han under ed att han aldrig varit medlem av kommunistpartiet, likväl konfiskerades hans pass (se McCarthyism). Inte förrän 1958 fick han lov att lämna USA och då för att mottaga Lenins fredspris, som han tilldelats redan 1952.
För många svarta symboliserade han svart medvetenhet och stolthet. Han fortsatte att turnera runt i Europa men insjuknade och tvangs återvända till hemlandet. 
När han avled, 77 år gammal, levde han sedan länge ett tillbakadraget liv i Harlem i New York.

## Utmärkelser
Asteroiden 2328 Robeson är uppkallad efter honom.

## Filmografi i urval
- 1925 – Body and Soul
- 1930 – Borderline
- 1933 – The Emperor Jones
- 1935 – Bosambo - djungelns härskare
- 1935 – Sanders of the River
- 1936 – Teaterbåten
- 1936 – Song of Freedom
- 1937 – Big Fella
- 1937 – My Song Goes Forth
- 1937 – Jericho
- 1937 – Ökenskattens hemlighet
- 1940 – Männen i mörkret
- 1940 – The Proud Valley
- 1942 – Native Land
- 1942 – Manhattan
- 1954 – The Song of the Rivers